# پیتر سجویک
پیتر سجویک (به انگلیسی: Peter Sedgwick)‏ (۱۹۸۳–۱۹۳۴) تئوریسین چپ بریتانیایی در دههٔ ۵۰ و معرفی‌کننده و مترجم آثار ویکتور سرژ بود.
- دکارت تا دریدا: مروری بر فلسفهٔ اروپایی